# Alan Hollinghurst
Alan Hollinghurst (født 26. maj 1954) er en britisk forfatter. Hans bog The Line of Beauty vandt Bookerprisen i 2004 og er oversat til dansk under titlen I skønhedens tjeneste.